# Physematium elongatum
Physematium elongatum — вид родини вудсієвих (Woodsiaceae), поширений у південній і південно-східній Азії.

## Біоморфологічний опис
Рослина 25–28 см. Кореневище розпростерте, верхівка густо вкрита лусочками; луска бура, широко-ланцетна, 4–6 мм, ціла. Листки кластеризовані; стебло листка 3–6 см, діаметром 1–2 мм, ламке, основа щільно вкрита лускою, верх і рахіс густо вкриті волосками й невеликою кількістю бурих ланцетних лусок; пластинка 1-перисто-перисто-розділена, ланцетоподібна, 18–22 × 2.5–4 см, тонко трав'яниста, обидві поверхні з рідкісними волосками та залозами, основа послаблена, вершина загострена; пера в числі 17–21 пар, віддалені, розлогі, нижні — укорочені, середні — найбільші, широколанцетні, 1.2–2 см × 6–10 мм, вершина тупа; сегментів 5 або 6 пар, супротивні, розлогі, пів-еліптичні, базальні — трохи більші, 3–5 × 1.5–3 мм, край хвилястий. Соруси складаються з 4–6 спорангій. 2n = 82.

## Середовище проживання
Зростає у південній і південно-східній Азії: Індія, Непал, Тибет, Бутан, М'янма, Китай. Населяє скельні щілини в лісах.